# Poecilasthena cisseres
Poecilasthena cisseres là một loài bướm đêm thuộc họ Geometridae. Nó được tìm thấy ở Úc, bao gồm Victoria.